# A Compassionate Spy
A Compassionate Spy (dt.: „Ein mitfühlender Spion“) ist ein Dokumentarfilm von Steve James aus dem Jahr 2022. Das Werk folgt dem Leben des US-amerikanischen Physikers Theodore „Ted“ Hall (1925–1999), der als Informant und Spion für die Sowjetunion tätig war, und dessen Ehefrau Joan.
Die internationale Koproduktion zwischen den USA und dem Vereinigten Königreich wurde am 2. September 2022 im Rahmen der Internationalen Filmfestspiele von Venedig uraufgeführt.

## Inhalt

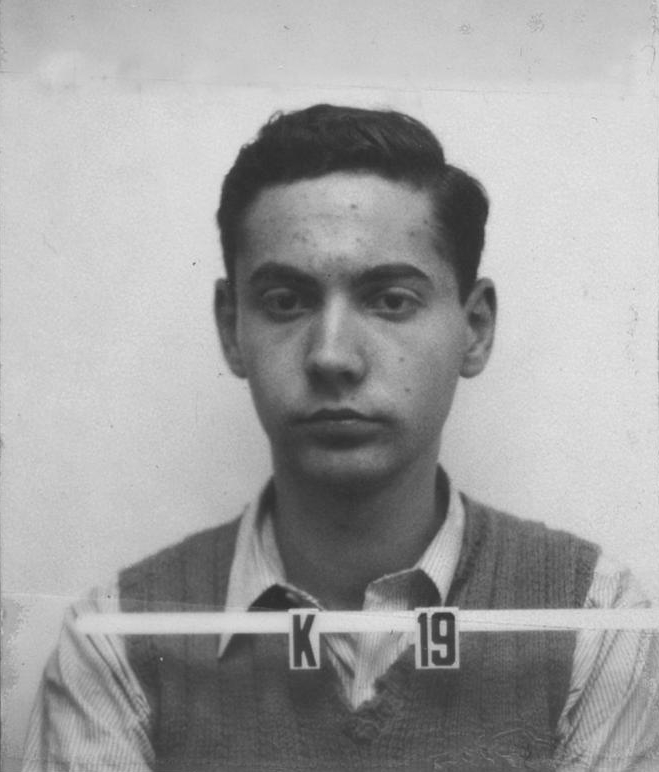
Ausweisbild von Ted Hall aus Los Alamos

Theodore Hall, genannt „Ted“, wurde 1944 als 18-jähriger Harvard-Student für das Manhattan-Projekt angeworben. Er arbeitete als jüngster Physiker daran mit. Nach der erfolgreichen Detonation der ersten Atombombe teilte er die Begeisterung seiner Kollegen nicht. Hall zeigte sich zunehmend besorgt darüber, dass ein Monopol der USA auf eine so mächtige Waffe nach dem Zweiten Weltkrieg zu einer nuklearen Katastrophe führen könnte. Anfang Oktober 1944 begann er damit, wichtige Informationen über den Bau der Bombe an die Sowjetunion weiterzugeben.
Nach dem Krieg lernte er an der University of Chicago seine Kommilitonin Joan Krakover kennen. Beide teilten eine Vorliebe für klassische Musik und sozialistische Ideen. Das Paar heiratete 1947 und Ted weihte Joan in seine geheime Spionagetätigkeit ein. Obwohl sie verdächtigt und jahrelanger Überwachung und Einschüchterung seitens des FBI ausgesetzt waren, gründeten sie gemeinsam eine Familie. Sie zogen drei Kinder auf. Ted konzentrierte seine wissenschaftliche Tätigkeit später wieder auf die biophysikalische Forschung. Bis zu seinem Tod im Jahr 1999 blieb das Paar mehr als 50 Jahre glücklich verheiratet. Teds Spionagetätigkeit für den KGB wurde erst 1995 öffentlich enthüllt.

## Hintergrund
A Compassionate Spy ist der 14. Langfilm des US-amerikanischen Dokumentarfilm-Regisseurs Steve James. Er zeigte sich vor allem durch die Rolle von Joan Hall daran interessiert, den Stoff zu verfilmen. Laut James habe sie noch mit über 90 Jahren die Rolle ihres Ehemanns Ted leidenschaftlich verteidigt. Dieser habe versucht, die USA vor sich selbst und „die Welt“ vor der nuklearen Vernichtung zu retten.
Nach seiner Heirat mit Joan hatte Ted Hall keinen Zugang mehr zu geheimen Informationen. Daraufhin stellte er vorübergehend seine Spionageaktivitäten ein. Das Ehepaar Hall trat in der Folge der Kommunistischen Partei bei und unterstützte die Präsidentschaftskampagne der Progressive Party von Henry A. Wallace. 1948 wurde Ted erneut vom KGB rekrutiert und Joan und er stellten ihr linkes politisches Engagement ein. Ende 1949 nach dem erfolgreichen ersten sowjetischen Atombombentest und der Erlangung seines Doktorgrades, sagte sich Hall vom sowjetischen Geheimdienst los. „Ich hoffe, die Geschichte von Ted und Joan wird beim heutigen Publikum Anklang finden, da die Welt an so vielen Fronten mit ihren eigenen schlimmen Konsequenzen konfrontiert ist“, so der Filmemacher.
Hinter dem Film stehen die Produktionsgesellschaften Kartemquin Films von Steve James mit Dave Lindorff und Mitten Media von Mark Mitten und Teilhaber Jeffrey Skoll. Dazu veröffentlichte Dave Lindorff später auch das Buch „Spy for No Country: The Story of Ted Hall, the Teenage Atomic Spy Who May Have Saved the World“.

## Veröffentlichung
Die Premiere des Films erfolgte am 2. September 2022 beim Filmfestival von Venedig. Dort wurde die Regiearbeit außer Konkurrenz gezeigt. Eine Präsentation in den USA sollte im selben Monat beim Camden International Film Festival erfolgen.

## Auszeichnung
- Sofia Film Festival 2023 (Nominierung für Wettbewerb internationale Dokumentation)[5]